# Ligue des champions féminine de l'AFC 2025-2026
Navigation
2024-2025 2026-2027
La Ligue des champions féminine de l'AFC 2025-2026 est la deuxième édition de la Ligue des champions féminine de l'AFC. Le vainqueur sera qualifié pour la première édition de la Coupe des champions féminine de la FIFA en 2027.

## Format
Après un tour préliminaire, les 12 meilleurs clubs du continent participent à une phase de groupes. Ils sont répartis en trois groupes de quatre équipes. Les deux meilleurs de chaque groupe ainsi que les deux meilleurs troisièmes se qualifient pour les quarts de finale.

## Participants
Chaque association de l'AFC peut envoyer un seul club en Ligue des champions. Les clubs sont classés d'après le classement AFC de leur association pour déterminer s'ils accèdent directement à la phase de groupes ou doivent disputer un tour préliminaire. Les sept meilleures associations voient leur représentant accéder directement à la phase de groupes tandis que les dix-neuf autres se disputent les cinq places restantes.
| \| NTV Beleza Melbourne City Wuhan Jianghan Suwon FC Ho Chi Minh City Khatoon Bam Abu Dhabi CC Kaohsiung Attackers Stallion Laguna PFC Nasaf ISPE FC East Bengal Etihad Club Master FC Kelana United APF Lion City Sailors RTC Al-Nassr BG College Kitchee SC Naegohyang FC Phnom Penh Crown Strykers FC Khovd Western Sdyushor SI \| Localisation des clubs engagés dans la compétition. · Tour préliminaire · Phase de groupes |
| NTV Beleza Melbourne City Wuhan Jianghan Suwon FC Ho Chi Minh City Khatoon Bam Abu Dhabi CC Kaohsiung Attackers Stallion Laguna PFC Nasaf ISPE FC East Bengal Etihad Club Master FC Kelana United APF Lion City Sailors RTC Al-Nassr BG College Kitchee SC Naegohyang FC Phnom Penh Crown Strykers FC Khovd Western Sdyushor SI                                                                                                  |

| Australie                   | Corée du Sud     | Japon              |
| --------------------------- | ---------------- | ------------------ |
| Melbourne City              | Suwon FC         | Tokyo Verdy Beleza |
| Chine                       | Viêt Nam         | Iran               |
| Wuhan Jianghan University T | Hồ Chí Minh City | Khatoon Bam        |

| Taïwan              | Philippines          | Thaïlande                    | Inde           |
| ------------------- | -------------------- | ---------------------------- | -------------- |
| Kaohsiung Attackers | Stallion Laguna      | BG College of Asian Scholars | East Bengal FC |
| Malaisie            | Corée du Nord        | Ouzbékistan                  | Birmanie       |
| Kelana United       | Naegohyang FC        | PFC Nasaf                    | ISPE FC        |
| Jordanie            | Hong Kong            | Népal                        | Laos           |
| Etihad Club         | Kitchee              | APF FC                       | Master FC      |
| Cambodge            | Guam                 | Singapour                    | Mongolie       |
| Phnom Penh Crown    | Strykers FC          | Lion City Sailors            | Khovd Western  |
| Arabie saoudite     | Kirghizistan         | Bhoutan                      |                |
| Al-Nassr            | Sdyushor Si-Asiagoal | Royal Thimphu College FC     |                |

## Tour préliminaire
| Pot 1                        | Pot 2        | Pot 3             | Pot 4                    |
| ---------------------------- | ------------ | ----------------- | ------------------------ |
| Kaohsiung Attackers          | Negohyang FC | APF FC            | Khovd Western            |
| Stallion Laguna              | PFC Nasaf    | Master FC         | Al-Nassr                 |
| BG College of Asian Scholars | ISPE FC      | Phnom Penh Crown  | Sdyushor Si-Asiagoal     |
| East Bengal FC               | Etihad Club  | Strykers SC       | Royal Thimphu College FC |
| Kelana United                | Kitchee      | Lion City Sailors |                          |

### Groupe A
| Rang | Équipe          | Pts | J | G | N | P | Bp | Bc | Diff |  | Résultats (▼ dom., ► ext.) |  |   |   |   |
| ---- | --------------- | --- | - | - | - | - | -- | -- | ---- |  | -------------------------- |  | - | - | - |
| 1    | Stallion Laguna | 0   | 0 | 0 | 0 | 0 | 0  | 0  | 0    |  | Stallion Laguna            |  | - | - | - |
| 2    | ISPE FC H       | 0   | 0 | 0 | 0 | 0 | 0  | 0  | 0    |  | ISPE FC H                  |  |   | - | - |
| 3    | Strykers SC     | 0   | 0 | 0 | 0 | 0 | 0  | 0  | 0    |  | Strykers SC                |  |   |   | - |
| 4    | Khovd Western   | 0   | 0 | 0 | 0 | 0 | 0  | 0  | 0    |  | Khovd Western              |  |   |   |   |

### Groupe B
| Rang | Équipe                       | Pts | J | G | N | P | Bp | Bc | Diff |  | Résultats (▼ dom., ► ext.)   |  |   | Drapeau du Népal |   |
| ---- | ---------------------------- | --- | - | - | - | - | -- | -- | ---- |  | ---------------------------- |  | - | ---------------- | - |
| 1    | BG College of Asian Scholars | 0   | 0 | 0 | 0 | 0 | 0  | 0  | 0    |  | BG College of Asian Scholars |  | - | -                | - |
| 2    | PFC Nasaf H                  | 0   | 0 | 0 | 0 | 0 | 0  | 0  | 0    |  | PFC Nasaf H                  |  |   | -                | - |
| 3    | APF FC                       | 0   | 0 | 0 | 0 | 0 | 0  | 0  | 0    |  | APF FC                       |  |   |                  | - |
| 4    | Al-Nassr                     | 0   | 0 | 0 | 0 | 0 | 0  | 0  | 0    |  | Al-Nassr                     |  |   |                  |   |

### Groupe C
| Rang | Équipe               | Pts | J | G | N | P | Bp | Bc | Diff |  | Résultats (▼ dom., ► ext.) |  |   |   |   |
| ---- | -------------------- | --- | - | - | - | - | -- | -- | ---- |  | -------------------------- |  | - | - | - |
| 1    | Kelana United H      | 0   | 0 | 0 | 0 | 0 | 0  | 0  | 0    |  | Kelana United H            |  | - | - | - |
| 2    | Etihad Club          | 0   | 0 | 0 | 0 | 0 | 0  | 0  | 0    |  | Etihad Club                |  |   | - | - |
| 3    | Lion City Sailors    | 0   | 0 | 0 | 0 | 0 | 0  | 0  | 0    |  | Lion City Sailors          |  |   |   | - |
| 4    | Sdyushor Si-Asiagoal | 0   | 0 | 0 | 0 | 0 | 0  | 0  | 0    |  | Sdyushor Si-Asiagoal       |  |   |   |   |

### Groupe D
| Rang | Équipe                   | Pts | J | G | N | P | Bp | Bc | Diff |  | Résultats (▼ dom., ► ext.) |  |   |   |   |
| ---- | ------------------------ | --- | - | - | - | - | -- | -- | ---- |  | -------------------------- |  | - | - | - |
| 1    | Kaohsiung Attackers      | 0   | 0 | 0 | 0 | 0 | 0  | 0  | 0    |  | Kaohsiung Attackers        |  | - | - | - |
| 2    | Negohyang FC             | 0   | 0 | 0 | 0 | 0 | 0  | 0  | 0    |  | Negohyang FC               |  |   | - | - |
| 3    | Master FC H              | 0   | 0 | 0 | 0 | 0 | 0  | 0  | 0    |  | Master FC H                |  |   |   | - |
| 4    | Royal Thimphu College FC | 0   | 0 | 0 | 0 | 0 | 0  | 0  | 0    |  | Royal Thimphu College FC   |  |   |   |   |

### Groupe E
| Rang | Équipe             | Pts | J | G | N | P | Bp | Bc | Diff |  | Résultats (▼ dom., ► ext.) |  |   |   |
| ---- | ------------------ | --- | - | - | - | - | -- | -- | ---- |  | -------------------------- |  | - | - |
| 1    | East Bengal FC     | 0   | 0 | 0 | 0 | 0 | 0  | 0  | 0    |  | East Bengal FC             |  | - | - |
| 2    | Kitchee            | 0   | 0 | 0 | 0 | 0 | 0  | 0  | 0    |  | Kitchee                    |  |   | - |
| 3    | Phnom Penh Crown H | 0   | 0 | 0 | 0 | 0 | 0  | 0  | 0    |  | Phnom Penh Crown H         |  |   |   |